# ADN-Gebäude
Das ADN-Gebäude befindet sich an der Ecke Mollstraße/Karl-Liebknecht-Straße im Berliner Ortsteil Mitte nördlich des Alexanderplatzes. Es stammt aus der Zeit der DDR und war bis 1992 Sitz des Allgemeinen Deutschen Nachrichtendienstes. Das Gebäude wurde von einem Architektenkollektiv unter der Leitung von E. Wallis und P. Brandt in den Jahren 1969/1970 von dem VE BMK Ingenieurhochbau Berlin erbaut. Das Gebäude wurde am 11. Juni 1971 eingeweiht.
Der Komplex besteht aus einem zehngeschossigen Hochhaus und einem Flachbau. Im angegliederten Flachbau war das Zentralbildarchiv untergebracht. Charakteristisch für den Bau ist die Waffelfassade des Flachbaus. Im Jahr 2013 wurde der Bau umfassend saniert und umgebaut.

## Sonstiges
- Die bekannte Alexanderplatz-Demonstration am 4. November 1989 begann am ADN-Gebäude und führte dann zum Alexanderplatz.[3]

## Galerie

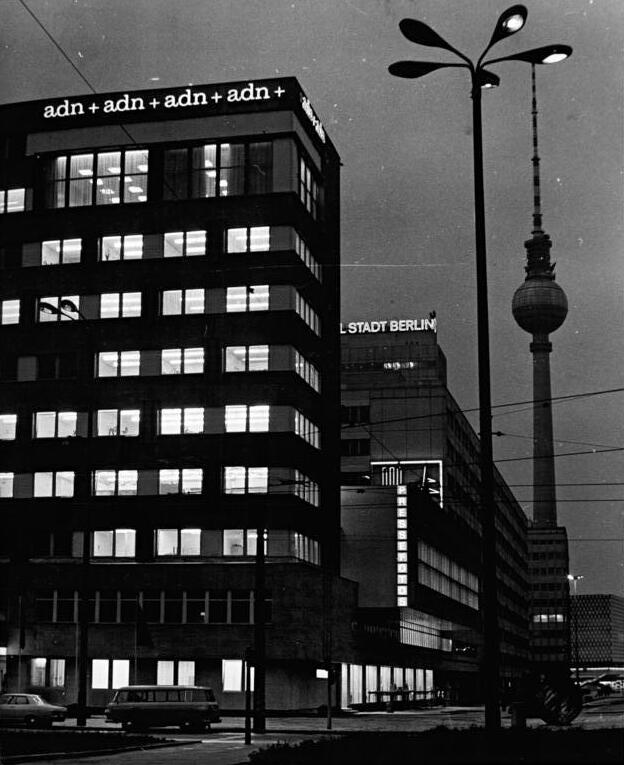
1971
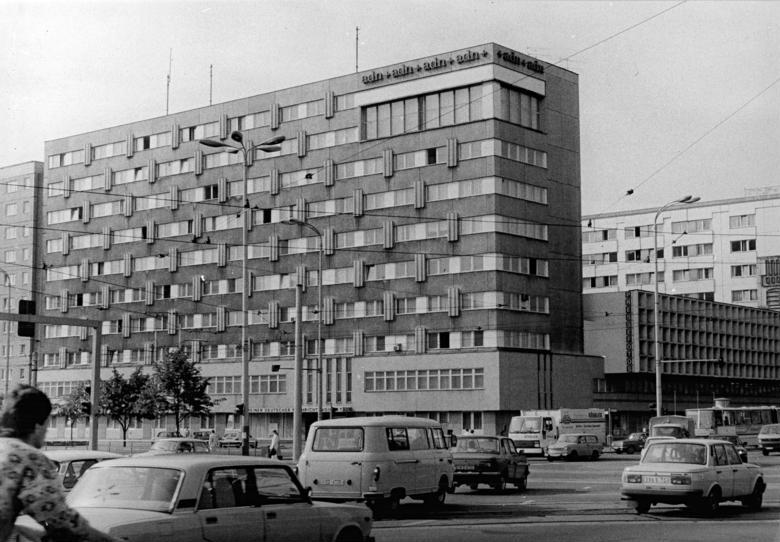
1990